# Včera v noci
Včera v noci (ve francouzském originále Last Night) je francouzsko-americký dramatický film z roku 2010. Režisérkou filmu je Massy Tadjedin. Hlavní role ve filmu ztvárnili Keira Knightley, Sam Worthington, Eva Mendes, Guillaume Canet a Stephanie Romanov.

## Obsazení
| Keira Knightley   | Joanna Reed  |
| Sam Worthington   | Michael Reed |
| Eva Mendes        | Laura Nunez  |
| Guillaume Canet   | Alex Mann    |
| Stephanie Romanov | Sandra       |
| Griffin Dunne     | Truman       |
| Scott Adsit       | Stuart       |
| Daniel Eric Gold  | Andy         |